# Zodarion caucasicum
Zodarion caucasicum är en spindelart som beskrevs av Peter Mikhailovitch Dunin och Andrei B. Nenilin 1987. Zodarion caucasicum ingår i släktet Zodarion och familjen Zodariidae.
Artens utbredningsområde är Azerbajdzjan. Inga underarter finns listade i Catalogue of Life.